# Sebes Ferenc
Sebes Ferenc (Streiter, Vác, 1883. április 8. – Budapest, 1941. június 26.) magyar piarista szerzetes, hittanár, teológus, 1928 és 1940 között a piarista rend magyarországi tartományfőnöke, felsőházi tag.

## Élete
Kisiparos családban született. Középiskolai tanulmányait a váci és a kecskeméti piarista gimnáziumokban végezte, tanulmányai alatt, 1900-ban lépett be a rendbe. Vácon töltötte egy éves novíciátusát, majd a budapesti tudományegyetemen teológiai diplomát szerzett. 
1906-ban áldozópappá szentelték, és a következő években hittanárként dolgozott a rend szegedi, kecskeméti, kolozsvári és budapesti gimnáziumában. Kecskeméten a gimnáziumot végző növendékek prefektusa is volt, 1915-ben a kolozsvári Kalazantinum prefektusa, majd a fővárosba kerülve a budapesti Kalazantinum lelki vezetője, spirituálisa lett. 1912-ben hittudományi doktorátust szerzett.
1923-ban a rendi fiatalok nevelési és tanulmányi ügyeinek központi irányítójává nevezték ki, majd 1925-ben a rendi káptalan asszisztenssé és a rendfőnök tanácsadójává választotta. 1926-ban a budapesti Pázmány Péter Tudományegyetem Teológiai Kara doktorai közé fogadta. Az 1928-as rendi káptalan a piarista rend tartományfőnökévé választotta.  Jelentős szerepet játszott a magyar katolikus oktatás ügyének előmozdításában, szakosztályelnöke volt a Katolikus Tanügyi Tanácsnak. Számos teológiai és pedagógiai tanulmánya is megjelent. 12 évig, 1940-ig volt tartományfőnök, emellett hivatalból a magyar Felsőház tagja volt. 1940-től 1941-ben bekövetkezett haláláig a budapesti rendház főnöke volt.